# Demi-anneau à gauche
Cette page contient des caractères spéciaux ou non latins. S’ils s’affichent mal (▯, ?, etc.), consultez la page d’aide Unicode.
Ne doit pas être confondu avec Demi-rond gauche (diacritique).
Le demi-rond gauche supérieur ou demi-anneau à gauche est une lettre additionnelle latine. Elle est aussi utilisée, comme alternative à l’apostrophe culbutée ‹ ʻ › ou à l’apostrophe réfléchie ‹ ʽ ›, dans des translittérations de langues sémitiques comme l’hébreu (lettre ʿayin) ou l’arabe (lettre ʿayn).

## Voir
- Apostrophe culbutée
- Okina